# Krzeszówek
Krzeszówek (Duits: Neuen) is een dorp in de Poolse woiwodschap Neder-Silezië. De plaats maakt deel uit van de gemeente Kamienna Góra.